# Boust
Boust – miejscowość i gmina we Francji, w regionie Grand Est, w departamencie Mozela.
Według danych na rok 1990 gminę zamieszkiwało 738 osób, a gęstość zaludnienia wynosiła 105 osób/km² (wśród 2335 gmin Lotaryngii Boust plasuje się na 465. miejscu pod względem liczby ludności, natomiast pod względem powierzchni na miejscu 831.).